# Domingo Crisanto Delgado Gómez
Domingo Crisanto Delgado Gómez (1806, Güímar, Tenerife, Espanha - 1858, San Juan, Puerto Rico) foi um dos mais famosos compositores espanhóis do século XIX ea primeira organista da Catedral de San Juan Bautista de Puerto Rico.

## Biografia
Ele nasceu em 1806 na cidade de Güímar, Tenerife. Em 1821 ele se tornou um cantor na capela musical da Catedral de San Cristóbal de La Laguna, em sua ilha natal. Em seguida, ele se destacou por seu talento e tem escrito numerosas partituras para a Catedral eo Convento de Santa Catalina de Siena.
Crisanto aprendiz choirmaster, seu professor era Miguel Jurado Bustamante, que foi substituído por Manuel Fragoso em 1828. domingo foi sochantre Crisanto como assistente de organista na Catedral de La Laguna e notável compositor. Ele aprendeu a tocar violino e trabalhou como professor de música.
Após a morte de Bustamante e doença porque Fragoso, Crisanto ainda esperava ser nomeado maestro na Catedral de La Laguna, não distinsión acontecer.
Por estas razões e em busca de novos horizontes profissionais, ele se mudou para Porto Rico, onde se juntou a capela musical da Catedral de San Juan Bautista.
Puerto Rico tornou-se um dos maiores músicos deste país, onde atuou como segundo sochantre, substituto organista e organista maior (um título que ocupou até sua morte). Nos últimos oito anos, ele também foi professor de órgão e composição. Quando Crisanto foi o professor teve entre seus alunos e compositor Felipe Gutiérrez y Espinosa, um dos iniciadores da escola futuro compositores porto-riquenhos.